# Canyissada

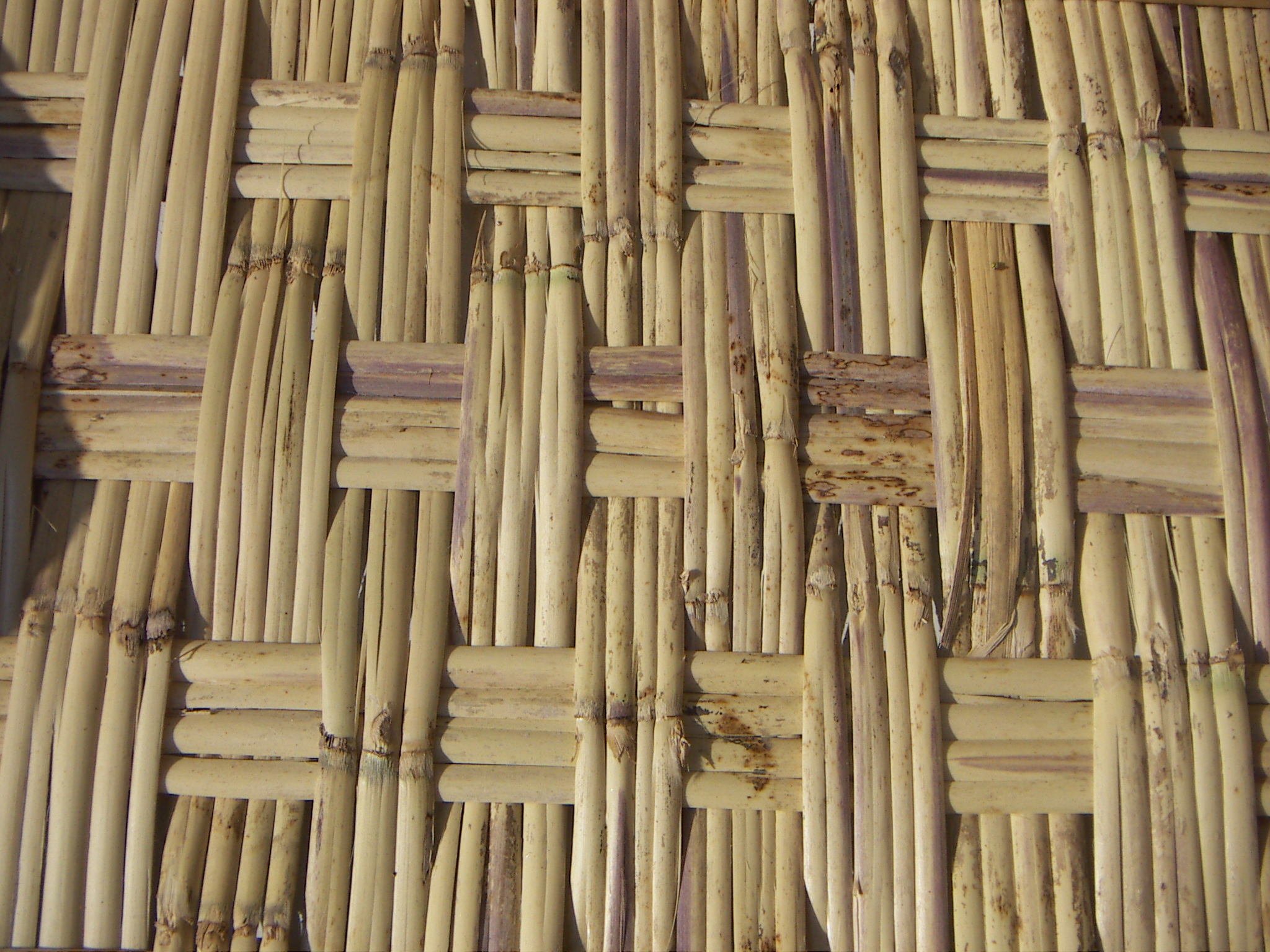
Detall d'una canyissada

La canyissada és el conjunt de canyes teixides o disposades paral·lelament i fermades entre elles, amb les quals es construïxen des de l'antiguitat cobertes, sostres, estacades, escuts i armadures.
Pot estar fet de canya de bambú, comuna (Arundo donax) o canyís (Phragmites), si és per a coberta del sol pot ser feta de meitats alleugerint l'estructura.
Tant la canya comuna com la de bambú són materials molt longeus, resistents a la humitat i a la intempèrie. L'estructura de les seves fibres llargues i laminades per a absorbir l'aigua per capil·laritat de baix a dalt, i que els raigs solars no la deshidratin són les característiques que fan un material natural idoni per a aïllar i reforçar sostres i envans.
La canyissada, que durant el segle xx encara s'usava, amb guix, per fer els sostres de les cases, ha estat desplaçada per altres materials considerats més adients, però menys sostenibles.

## Els canyissos
Una variant de la canyissada és el canyís. Un canyís típic té unes dimensions aproximades de 2 x 1,4 m i pot usar-se en moltes activitats, incloent la construcció. Hi ha una gran tradició d'usar canyissos com a safates per a assecar tota mena de fruits agrícoles al sol.